# الطريق الأوروبي E1
الطريق الأوروبي E1 هو عبارة عن سلسلة من الطرق في أوروبا، وهي جزء من شبكة الطرق الأوروبية الدولية للأمم المتحدة، ويمتد من لارن بأيرلندا الشمالية إلى إشبيلية بإسبانيا.